# LaGrange (Geòrgia)
LaGrange és una població dels Estats Units a l'estat de Geòrgia. Segons el cens del 2000 tenia 24.998 habitants.

## Demografia
Segons el cens del 2000, LaGrange tenia 25.998 habitants, 10.022 habitatges, i 6.504 famílies. La densitat de població era de 346,6 habitants/km².
Dels 10.022 habitatges en un 32,4% hi vivien nens de menys de 18 anys, en un 36,6% hi vivien parelles casades, en un 23,5% dones solteres, i en un 35,1% no eren unitats familiars. En el 30,1% dels habitatges hi vivien persones soles el 12,2% de les quals corresponia a persones de 65 anys o més que vivien soles. El nombre mitjà de persones vivint en cada habitatge era de 2,5 i el nombre mitjà de persones que vivien en cada família era de 3,12.
Per edats la població es repartia de la següent manera: un 28,4% tenia menys de 18 anys, un 11% entre 18 i 24, un 26,9% entre 25 i 44, un 19,2% de 45 a 60 i un 14,5% 65 anys o més.
L'edat mediana era de 33 anys. Per cada 100 dones de 18 o més anys hi havia 78,5 homes.
La renda mediana per habitatge era de 29.719 $ i la renda mediana per família de 36.438 $. Els homes tenien una renda mediana de 29.082 $ mentre que les dones 21.790 $. La renda per capita de la població era de 16.640 $. Entorn del 18,2% de les famílies i el 21,4% de la població estaven per davall del llindar de pobresa.

## Poblacions més properes
El següent diagrama mostra les poblacions més properes.